# 1626 год в науке
В 1626 году произошли различные научные и технологические события, некоторые из которых представлены ниже.

## Родились
См. также: Категория:Родившиеся в 1626 году
- 18 февраля — Франческо Реди, итальянский натуралист и врач, который в 1668 году убедительно опроверг распространённое со времён Аристотеля заблуждение о самозарождении мух и других насекомых из отбросов (умер в 1697 году).
- (?) — Пьетро Менголи, итальянский математик, ученик Кавальери, первый в Европе систематический исследователь бесконечных рядов (умер в 1686 году).

## Скончались
См. также: Категория:Умершие в 1626 году
- 11 февраля — Пьетро Антонио Катальди, итальянский математик, положивший начало современной теории цепных дробей (род. в 1548 году).
- 9 апреля — Фрэнсис Бэкон, английский философ, основатель эмпиризма (род. в 1561 году).
- 11 апреля — Марин Гетальдич, хорватский математик и физик (род. в 1568 году).
- 14 апреля — Гаспаре Азелли, итальянский врач (род. в 1581 году).
- 30 октября — Виллеброрд Снелл, голландский математик и физик, автор Закона Снеллиуса для преломления света (род. в 1580 году).